# Langley (Carolina del Sur)
Langley es un lugar designado por el censo del condado de Aiken en el estado estadounidense de Carolina del Sur. La comunidad se encuentra en Midland Valley.